# 北有明村
北有明村（きたありあけむら）は、佐賀県杵島郡にあった村。現在の杵島郡白石町の一部にあたる。

## 地理
白石平野（佐賀平野）に位置していた。
- 海洋：有明海[2]
- 河川：只江川[3]

## 歴史
- 1889年（明治22年）4月1日、町村制の施行により、杵島郡築切村、遠江村が合併して村制施行し、北有明村が発足[1][2]。旧村名を継承した築切、遠江の2大字を編成[2]。
- 1914年（大正3年）8月、強風により高潮が発生し大きな被害を受けた[2]。
- 1956年（昭和31年）7月1日、杵島郡白石町に編入され廃止[1][2]。合併後、白石町大字築切・遠江となる[2]。

## 産業
- 農業[2]、漁業[3]